# Томашпіль (селище)
Томашпі́ль — селище  на східному Поділлі, над річкою Томашпількою (притока Русави). Входить до складу Тульчинського району Вінницької області, населення становить 5522 мешканців (2017 р.). Тут функціонує цукровий завод, підприємства легкої та харчової промисловості. До обласного центру найкоротший автошлях — Т 0212.

## Назва
Назва Томашпіль походить від імені Томаш (пол. Tomasz — Томаш). Закінчення «-піль» («-поль») — від грецького поліс (місто), або слов'янського полюс (поле). Місто засноване сином великого гетьмана коронного Яна Замойського, подільським воєводою Томашем Замойським, і назване на його честь — Томашполь. Син Томаша Замойського — київський воєвода Ян Собіпан Замойський був одружений з Марією — майбутньою королевою Речі Посполитої.

## Історія
У місцевості поблизу Томашполя знайдени залишки поселень трипільської, давньогрецької та давньоримської культур.
Перша згадка під назвою Драгушов зафіксована у 1459 році. Є відомості що поселення на цьому місці було зруйновано татарами.
Як засвідчують історичні документи, землі, що розташовані по ріках Мурафі, Буші, Русаві, Яланці і Марківці 1580 році попадають у володіння польського магната Яна Замойського (1541—1605 рр.). У складі володінь Яна Замойського були Драгушовські землі і городище Драгушов.
Великий гетьман коронний Ян Саріуш Замойський в наступні роки розпочав укріплювати край, будувати фортеці і замки у Шаргороді, Ямполі, Стіні(Янгород), Комаргороді.
В перші роки 17 століття Ян Замойський подарував своєму сину Томашу городище і землі по річці Русаві і її притоках. На пустирі селища Прокопінці, проти озера Біле 1616 році Томаш Замойський почав будівництво замку.
Томашпіль вперше згадується 1616 році. Польський вчений О. В. Яблоновський своїх працях "Історичні джерела "пише, що поляки, після унії 1569 року перейменували багато так званих «Пусток», або населених пунктів Брацлавщини. Про Томашпіль пише, що він раніше називався Драгушов.
З кінця XVI, на початку XVII століття спостерігається швидке зростання кількості населення.
1629 році в Томашполі було 419 дворів, у Брацлавському воєводстві Томашу Замойському належало 3986 сільських і міських дворів.
Було запрошено на поселення євреїв із Західної Європи для організації ремесла і торгівлі, дано привілеї. Швидко будуються єврейські будинки на правому боці річки Комаргородки. Було побудовано синагогу. Розпочалося будівництво підземних ходів в єврейських будинків до центрального ходу. В підземеллі було викопано криницю. Будівництво підземних ходів велось протягом XVII—XVIII століття до 1793 року.
С початком Хмельниччини населення Томашполю потрапило у вир повстання.
У липні 1648 року козаки і селяни під керівництвом Максима Кривоноса визволили Томашпіль від польської шляхти.
Після укладення 8 серпня 1648 року Зборівського договору, лінія розмежування козацької території була вказана загальною — від Вінниці до Ямполя. А фактично вона проходила трохи західніше.
Прикордонними стали міста Шаргород, Мурафа, Стіна, Ямпіль. Томашпіль увійшов до складу Ямпільської сотні Брацлавського полку. Запеклі бої точилися на межі краю, які велися між козаками і поляками в 1652 році.
Після Переяславської ради 1654 року, за Андрусівським перемир'ям 1667 року, Томашпіль залишився у складі Польщі.
Скоріш за все місто було перетворено у руїни вже на початку україно-польських війн. У щоденнику Ульриха фон Вердума за 1672 рік є згадка про місто, але немає його опису.
1672 році турецька армія окуповує Поділля і допомагає відновити козацьку державу під керівництвом гетьмана Петра Дорошенка, до складу якої входить і Томашпільщина.
За умовами Карловицького конгресу 1699 р., Поділля повертається до складу Речі Посполитої, а у 1703 р. скасовують залишки державного козацького устрою, після чого починається повстання Палія.
Відновлення міста розпочалося тільки на початку XVIII століття. Після Замойських власниками міста були Конецпольські та Потоцькі.
У 1748 році  був побудований дерев'яний костел, який знаходився біля маєтку Замойського, на місці нинішнього базару.
У 1755 році в Томашполі проживало 537 євреїв.
За переписом 1765 року в місті налічується 108 будинків.
Під час Коліївщини, 1768 року, в районі Томашполя діяли численні гайдамацькі загони які планували звільнити Ґонту.
1769 року було зруйновано костел.

### У складі Російської імперії
1793 році Поділля було приєднано до Росії.
У липні 1796 року у Томашполі було розквартировано війська  Суворова.
З 1797 року Томашпіль ввійшов до складу Ямпільського повіту Подільської губернії.
В 1803 році серед єврейських будинків було побудовано Успенську церкву, а в 1806 році Троїцьку церкву.
За кошти графа Ч. Потоцького у 1812 році розпочато будівництво мурованого Костелу в честь Пресвятої Богородиці Шкаплерної замість зруйнованого дерев'яного.
При Успенській церкві 1836 році було відкрито церковно-приходську школу.
У1842 році освячено костел. У зв'язку з тим, що влада росії закривала костели і передавала храми православним парафіям ( наприклад у Комаргороді) до парафії РКЦ належало населення не тільки Томашполя та присілків, а також навколишніх сел і містечок - Комаргорода, Марківки та інших, всього біля 40 населених пунктів.
В 1849 році нараховувалось 1464 двори. Більшість земель належала графу Чеславу Потоцькому та графині Ружі Браницькій.
Значна частина населення займалася ремеслом і торгівлею.
У 1852 році у Томашполі було 77 ремісників, які давали продукції на 1140 крб. Діяв винокурний завод, який належав поміщиці Браницькій.
У 1857 році в Томашполі було побудовано цукровий завод. Також у це час в містечку було зареєстровано 77 ремісників, всі вони були євреями.
У 1861 році був виданий маніфест про звільнення селян.  Жителі маєтку  відмовилися працювати 2 тяглових днів на тиждень, перестали відбувати жіночу панщину. Для втихомирення селян в містечко було введено батальйон мінського піхотного полку.
1862 році в Томашпільський маєток, який складався з 5 поселень і нараховував 3000 душ, коли селяни вдруге відмовились прийняти грамоти, 24 квітня було направлено батальйон солдатів. Селяни заявили, що грамоти не приймуть. І лише, коли 412 чоловік були піддані покаранню, вони погодились їх прийняти.
У 1866 році згорів цукровий завод.1873 році було побудовано новий цукровий завод. Він переробляв цукрову сировину, яка постачалась з фільварків із навколишніх сіл. Директором цукрового заводу був французький підданий Вільямс. Нещасні випадки на заводі закінчувались не тільки каліцтвом, а й смертю, про що в січні 1866 року генерал Дрентель повідомляв Подільського губернатора.
11 липня 1875 року було затверджено статут товариства заводу.
1879 році на цукровому заводі працювало близько 400 робітників. В 1883 році почав діяти цегельний завод, з 1889 року — винокурний. Працювало 2 водяних млини, кожні 2 тижні збирались ярмарки, розвивалось ремесло, росла кількість жителів.
Після Браницької перейшло до Любомирських, потім до княгині Долгорукої, пізніше до Бекерса.
У 1892 році було 581 двори, населення 4829 чоловік., переважали євреї, яких налічувалося 3476 осіб.
У культурному відношенні Томашпіль розвивався дуже повільно. Майже все населення було неписьменним. На все селище було 1 однокласне училище з 2 вчителями, які навчали 60 учнів.
Ще в гіршому стані перебувало медичне обслуговування населення. Так, 1856 році на весь Томашпіль був лише один лікар, який займався приватною практикою.
У 1894 році при Троїцькому приході відкрилась школа, єврейське початкове училище, пошто-телеграфна контора, нараховувалося 6 заїзджих дворів, було 5 сінагог, росла кількість жителів.
Буремне 20-те століття принесло на землю нашого краю трагічні і героїчні події: революції, голодомор, колективізацію, Першу та Другу світові війни, побудову нової незалежної української держави.

### Томашпіль у першій половині XX ст.
1901 році, на початку століття, в Томашполі діяли цукровий завод з кількістю робітників понад 400, які жили в дерев'яних бараках, цегельний, винокурний, 2 миловарних заводи, 2 водяних і 1 паровий млин.
1905 році застрайкували робітники Томашпільського цукрового заводу і добились підвищення заробітної плати на 10 копійок в день. Керівників страйку Квятковського, Корбу було звільнено з роботи.
Томашпільчани були учасниками російсько-японської війни 1904—1905 років.
Відсутність політичних прав яскраво знайшло своє відображення у виборах до земських зібрань. У них могли брати участь лише особи, які володіли не менш як 75 десятинами землі. Із Томашполя цим правом користувалися Обезянінова, яка володіла 2785 десятинами землі та Мордовцева.
1908 році в Томашполі проживало 8059 чоловік.
Напередодні Першої Свтової війни 1914 року Томашпіль був центром волості, в якому спалахнула епідемія холери. Було зареєстровано 20 хворих більшість з яких померла.
У березні 1917 року наймити і робітники роззброїли пристава і 25 стражників Томашполя. На цукровому заводі був створений завком, який ухвалив рішення запровадити 8-годинний робочий день, збільшити оплату праці за понадурочний час подвійному розмірі.
7 (20) листопада 1917 року, відповідно до Третього Універсалу Української Центральної Ради, увійшло до складу Української Народної Республіки.
У лютому 1918 року в селищі було вперше встановлено радянську владу.
У кінці лютого 1918 року Томашпіль зайняли австро-угорські війська.
У травні 1918 року партизанський загін Федора Криворучка двічі з боями займав Томашпіль.
У липні 1919 року 2-га кавалерійська бригада Г. І. Котовського перейшла в наступ та окупувала селище.
У вересні 1919 г.  деникінський полк кубанських казаків грабував містечко. Також деникінці опинились у Томашполі в кінці лютого - на початку березня 1920 року, де влаштували погроми, у пошуках цінностей вчиняли насильство стосовно євреїв. 25 євреїв загинуло, 210 було поранено, також деникінці підпалили містечко.
Весною 1920 року Томашпіль був окупований поляками, а 17 червня окупація змінилась на більшовицьку. 27 червня було створено волосний ревком, головою якого був Савуляк А. І. — жителя с. Ракови. Було утворено містечковий ревком, головою якого був Тихонов С. О. — робітник економії.
У Ямпільському повіті було неспокійно. З 28 жовтня 1920 року Томашпіль став центром повіту. Всі повітові установи були розміщені в селищі.
У 1921 році було створено селищну раду.
7 жовтня 1922 року було утворено КНС. головою якого обрали Храновського Івана, заст. Обертинського П. В організацію входило 20 чоловік.
Пізньої осені 1922 року, в центрі Томашполя в перестрілці загинув секретар повіткому Дубчак.
Згодом утворюються сільськогосподарські артілі: 17 березня 1923 року артіль «Оратай», 26 березня артіль"Культура", 18 квітня артіль"Цвіт". 19 жовтня 1923 року вступив у дію цукровий завод. В цьому році створюється сільськогосподарське кредитне товариство «Самодопомога», а в 1924 році було організовано сільськогосподарське кредитне господарство «Трактор».
В той час в Томашполі проживало 2510 чоловік було 748 дворів. Поряд з комсосльськими та більшовицькими осередками існували і сіоністські організації, так у 1923-24 роках у Томашполі налічувалось 15 членів організації «Гехалуца», яка готувала єврейську молодь до с/г праці в Палестині.
Відповідно постанови ВУЦВК від 7 березня 1923 року № 311 «Про адміністративно-територіальну реформу Подільської губернії». Томашпіль став центром новоутвореного району.
28 січня більшовики прийняли рішення про спорудження пам'ятника В. І. Леніну, який було встановлено на території цукрового заводу.
1924 році в селищі діяла поліклініка, 2 аптеки, зуболікарняний кабінет. Район відносився до Тульчинського округу. 31 грудня 1924 року район відвідав Всеукраїнський староста Г. І. Петровський.
На 1жовтня 1926 року в селищі було 2 клуби, народний будинок, кінотеатр, відкрито 2 трудові семирічки, де працювало 20 вчителів, навчалося 539 учнів, лікнеп де навчалося грамоти 40 чоловік, 3 — радпартшколи де навчалося 93 чоловіки, виходила газета «Червоний край».
1929 роців селах Томашпілці було утворено колгосп «Оборона», а весною 1930 року в с. Квочківці колгосп ім. 12 річчя Жовтня.
1929 ро ці 3 -Томашпільські сільгоспартілі і частина жителів с. Ракови, об'єдналися і утворили «Колгосп» Гігант- головою було обрано Конюхова.
З 1931 року почала виходити районна газета «Колективіст Томашпільщини». У 1932 році  було створено машино-тракторну станцію.
1932—1933 роках голод охопив селище і навколишні села: Квочківку Білу, Томашпілку. 25 червня 1932 року 55 осіб вийшли із колгоспу  імені «Партконференції» села Томашпілки. Розпався колгосп внаслідок повної голодовки і безгосподарності.
У 1934 році було проведено повну реконструкцію Томашпільського цукрового заводу, його виробнича потужність зросла на третину.
У 1935 році 2 трудові семирічки було з'єднано в одну, одну з цих шкіл, єврейську, було закрито.
У 1936 році було закрито костел.
Шестеро робітників цукрового заводу 1939 році були учасниками Всесоюзної сільськогосподарської виставки. В цьому році вступило в дію нове приміщення Томашпільської школи.
В 1940 році цукровий завод дав продукції країні на 2 млн. 706 тис. крб. Відкрився новий клуб на 350 місць, відбувся перший випуск учнів з нової школи.
Перед війною влада закрила велику синагогу.

### Томашпіль у Другій Світовій війні
22 червня 1941 року мирне життя людей перервав напад Німеччини на Радянський Союз. 20 липня Німецько-фашистські війська захопили Томашпіль, а 22 липня був окупований район.
25 липня 1941 року було розстріляно перших шестеро євреїв.
4 серпня есесівцями було жорстоко вбито 150 (по іншим даним 240) євреїв. В т.ч. розстріляно 20-євреїв, які прибули з Бессарабії, рятуючись від фашистів і 7 жителів–українців с. Ракови. Також окупантами  було зруйновано 35 будинків.
Восени 1941 року Томашпіль потрапив у зону румунської окупації  - Трансністрію. Східна частина містечка була огороджена колючим дротом, де діяло гетто, куди нацистами насильно зганялися євреї для компактного мешкання та подальших репресій. Євреїв використовували для важкої праці, не дозволяли залишати територію гето, утримували у великій скупченості та антисанітарії. В 1943 г. в гето знаходилось 1128 євреїв.
За час окупації було заподіяно збитків цукровому заводу на суму 136, 02 тис. крб. , МТС на суму 2388925 тис. крб., колгоспу ім. 12-річчя Жовтня на суму 11839 тис. крб, колгоспу «Оборона»-8012 тис. крб, колгоспу ім. Молотова на суму -9 503 тис. крб (в цінах 1947 р.). Зруйновано пам'ятник В. І. Леніну.
16 березня 1944 року Томашпіль було визволено від окупантів. На фронтах ІІ Світової війни брали участь 653 Томашпільчани (селище), загинули 313 осіб, нагороджені урядовими нагородами 139 осіб. Серед них: Хмельовський В. Ф. , Авербух А. Г. , Десятник Я. , Грушецький Г. К. , Акерман І. А. , Зальцман І. А. , Мячковський М. І. та інші.
Жителі селища гордяться своїми земляками, які вели боротьбу і в тилу і на фронтах війни: Зальцманом І. М. -Героєм СОЦ. Праці, генерал–майором танкових військ, директором танкограду, Хуторянським А. М. , Сєльським С. П. — героями Радянського Союзу.
Зразу ж після визволення селища жителі приступили до відбудови. У березні 1944 року відновили роботу всі установи. Протягом літа було відбудовано цукровий завод МТС, електростанцію залізницю, промислові підприємства міста. Розпочала роботу селищна рада.

### Повоєнні часи
У 1946—1947 роках селище пережило Голодомор. У радгоспі цукрового заводу нараховувалось 618 робітників і службовців. Вони із жовтня 1946 року, тобто 5-місяців не одержували хлібних пайків.
В 1947 році цукровий завод виробив 16 тис. 119 цент. цукру, а в 1949—1950 роках дав зверх плану 39 тис. 209 пудів цукру виконавши річний план на 107, 2. відсотка. На заводі визначилися свої передовики: Хмельовський В. Ф. — змінний майстер, П. В. Кондратов, Г. С. Добровольський — перевиконували плани. Промартіль «Перемога» — план 1948 року виконала на 110 відсотків. Успішно працювала МТС-виконала план тракторних робіт на 22 тис. 865 га більше.
19 липня 1949 року рішенням Вінницької Обласної Ради депутатів трудящих було закрито Римо-Католицький костьол. Розпочалося його переобладнання під районний будинок культури.
Восени 1950 року колгосп імені 1-першої партконференції ім. 12-річчя жовтня села Томашпілки об'єдналися в один колгосп ім. Хрущова, а в 1958 році до них приєдналася Білянська сільгоспартіль ім. Шевченка і утворився об'єднаний колгосп ім. 40-річчя Жовтня.
За сумлінну, добросовісну працю багато робітників було відзначено урядовими нагородами. В 1950 році було побудовано 7 нових будинків.
В 1951 році механіка радгоспу цукрового комбінату Мойсеєва З. Д. — нагороджено орденом Леніна, а агронома Рябіновича І. З. — орденом Трудового Червоного Прапора. У центрі селища було споруджено пам'ятники Сталіну Й. В. та В. І. Леніну (другий). За успіхи в мобілізації трудящих на виконання заходів і поліпшенню культурно-побутових умов громадян селищна рада вийшла переможцем у змаганні сільських та селищних Рад області.
6 липня 1957 року село Квочківка було приєднано до селищної ради. В 1958 році МТС було реорганізовано в РТС. В 1960 році розпочалася реконструкція промислової кооперації «Перемога», яка перейшла в систему державної промисловості і стала меблевою фабрикою. Весною цього року колгосп ім. 40-річчя Жовтня було реорганізовано у 2 відділки радгоспу-Білянський і Томашпільський. Виросли нові підприємства. 1962 році розпочав роботу цегельний завод, працювало 9 промислових підприємств.
30 грудня 1962 року згідно Указу Президії Верховної Ради УРСР район було об'єднано з Крижопільським.
Протягом 1960—1964 років було проведено генеральну реконструкцію цукрового заводу.
4 січня 1965 року селище Томашпіль було віднесено до Ямпільського р-ну.

### Відновлення Томашпільського району
3 грудня 1966 року згідно Указу Президії Верховної Ради УРСР було відновлено Томашпільський р-н.
В 1968 році у парку було відкрито пам'ятник комсомольцям 20-х років.
1970 році закінчено будівництво універмагу, будинку побуту, дев'ятнадцятиквартирного житлового будинку, дитячого комбінату на території цукрового заводу, дитячої консультації, 8- кімнат середньої школи, насіннєвої лабораторії, кінотеатру і гуртожитку.
25 липня с. Біла та Томашпілка рішенням Вінницького обласного виконавчого комітету за № 356 були приєднанні до виконкому Томашпільської селищної Ради.
У 1972 році директором цукрового заводу було призначено С. Ю. Лисого.
1973 році працівники цукрового заводу відзначали 100-річчя з дня його заснування.
1975 році було закінчено будівництво головного корпусу центральної районної лікарні.
 В 1978 році відбулось відкриття районного стадіону.
У квітні 1979 року виконком селищної ради своїм рішенням перейменував назву вулиць, так: від РБК вулицю Радянську і Коцюбинського назвали вулицею Леніна, Вулицю Ленінського-Комсомолу на Площу Ленінського-Комсомолу і так далі.
9 травня 1980 року, з нагоди 35-річчя Перемоги СРСР у Другій світовій війні у центрі Томашполя було відкрито Монумент Слави.
До 110 річниці з дня народження перед будинком районної ради було встановлено пам'ятник В. І. Леніну (третій).
 7 грудня 1982 року відбувся урочистий мітинг жителів селища і було відкрито Меморіал Слави 638 Томашпільчанам, що загинули в роки Другої світової.
В цьому році розпочав роботу краєзнавчий музей в приміщенні церкви. В 1986 році Томашпільчани були учасниками ліквідації аварії на Чорнобильсьській АЕС.
 В 1989 році було закрито краєзнавчий музей приміщення передано релігійній громаді. Розпочато будівництво нової школи на 1296 учнів.

### Новітня історія
19 вересня 1991 року до Томашпільської С/ради було приєднано селище Горишківське з земельною площею 399 га.
У жовтні над приміщенням селищної ради було піднято національний прапор України. Рішенням № 246 від 17. 09. виконком у Вінницької обласної ради депутатів трудящих було повернуто Римо-Католицький костел вірянам.
В 1993 році розпочалося розпаювання землі, перестали працювати колгоспи і радгоспи.
Рішенням районної ради від 25. 10. 1994 року приміщення районного будинку культури було передано Римо-Католицькій громаді. В ніч з 9 на 10 грудня до Томашполя дійшов природний газ. Нова асфальтівка з'єднала Томашпіль з новою автомобільною трасою на Вінницю. Головним інженером цукрового заводу було призначено Ніколаєвського В. І.
 У 1995 році Томашпільський рай вузол зв'язку було реорганізовано і створено 2 організації. РВЗ та районний вузол електрозв'язку. "Томашпіль Райтелеком. ". Директором було призначено Колесника В. В..
25 червня 1996 року сесія селищної ради затвердила герб, прапор, та печатку Томашполя. 29 червня селище урочисто відзначили 380 річницю з часу свого першої згадки. Окрасою свята стали виступ на ньому заслужених артистів України, Таїсії Повалій, Віталія та Світлани Білоножко та Василя Зінкевича.
15 червня 1998 року було демонтовано пам'ятник біля костьолу, САУ-100. який було побудовано на честь 35-річчя вигнання нацистів з Томашполя.
Урочисто було відзначено 8-му річницю Незалежності України. В усіх колективах відбулися урочисті збори. На них з особливою теплотою називалися імена тих, хто сумлінною працею домагався утвердження Незалежності. Серед них: Механізатор САТ «Томашпільське» В. А. Гошкодер, токар ВАТ «Томашпіль –цукор» О. І Фільварковий, слюсар ВАТ «Райагрохімія» М. А Тимусяк, верстатник меблевої фабрики А. Ф Півень.
 У 2000 році було проведено реорганізацію музичної школи, переведено районну бібліотеку і утворено єдиний культурно- дозвільний центр.
 В ніч з 26 на 27 листопада сталася велика природна стихія. Було виведено з дії лінії електропередач, телефонного зв'язку, припинилося опалення, критичним залишилося водопостачання. Завдяки напруженій праці бригад в середині грудня запрацювали телефон, вода і світло.
 В серпні 2001 року було зроблено капітальний ремонт 2-х поверхової споруди Томашпільської ЗОШ. Проведено ремонт дитячого відділення центральної районної лікарні.
 16 липня 2003 року 8 сесія ср розглядала питання соціально-економічного розвитку селища. На ній було відмічено, що в селищі зроблено багато: проведено капітальний ремонт дороги по вул Гагаріна, розчищено теплицю на Білій, зроблено капітальний ремонт Будинку дитячої творчості, відновила роботу меблева фабрика, повним ходом велась робота по газифікації селища. Газ було підведено до 1269 будинків.
 У вересні 2004 року було зареєстровано ТОВ "Агрокомплекс «Зелена долина».
У 2007 році було розпочато добудову Томашпільської ЗОШ 1-3 ступенів. На добудову було виділено 18 млн гривень державних коштів.
 Станом на 15 грудня 2008 року в селищі проживало 299 чоловік, що пережили Голодомор 1932—1933 років.
У 2009 році проведено реконструкцію полового будинку та поліклінічного відділення, капітальний ремонт стоматологічного та відділення швидкої допомоги ЦРЛ.
В травні 2011 року жителі селища Іван Спринчак Олексій Боднар, Олег Бермес, Мирослава Журавська повернулися з чемпіонату Європи з нагородами привезли 4 золоті і 1 бронзову медаль.
У 2011 році реконструйовано 7 км вуличного освітлення, встановлено 150 світлоточок, а всього освітлено 12, 6 км вулиць і встановлено 256 світлоточок.
26 листопада відбулась Всеукраїнська акція «Запали свічку» присвячену 78-й річниці Голодомору.
Районна газета «Томашпільський вісник» відзначила 80-річчя з часу свого заснування.
10 січня 2012 року в урочистій обстановці, при великій кількості присутніх жителів селища було відкрито нову загальноосвітню школу на яку витрачено понад 26 млн гривень.
12 червня 2020 року, відповідно до Розпорядження Кабінету Міністрів України від  № 707-р «Про визначення адміністративних центрів та затвердження територій територіальних громад Вінницької області», увійшло до складу Томашпільської селищної громади.
19 липня 2020 року, в результаті адміністративно-територіальної реформи та ліквідації  Томашпільського району, селище увійшло до складу новоутвореного Тульчинського району.

## Об'єкти культурної спадщини

### Замок Замойського, XVII ст.
У містечку збережено чимало об'єктів культурної спадщини різних епох. З найдавніших решток збережено 5-ти кутне у плані земляне замчище по вул. І. Франка, на якому розташовувався замок Томаша Замойського та будинки усіх подальших власників містечка. За переказом місцевого краєзнавця І. Бабія, на території досі збережено муровані підвали замку, у яких розташовувалась до кінця 1940-х в'язниця НКВС. Схили пагорба замчища мають ознаки штучного ескарпування, пізніше укріплені підпірними стінками, серед камінців яких віднайдено кам'яну видовбану ванну. На самому замчищі існує т. зв. "панська хата", або ж "замкова кам'яниця", описана у 1799 р. як "господской дом со всеми экономическими выгодами", яка на сьогоднішній день фахово не досліджувалась і не взята на облік як пам'ятка культурної спадщини.

### Церква Успіння Богородиці, 1803 р.
Нинішня церква будувалась у 1799-1803 р. зусиллями протоієрея Василя Яворовського коштом громади , св. Антимінс був освячений у 1796 р. Дерев'яна церква існувала у 1799 р. Митрополитом Санкт-Петербурзьким Гавриілом. Мурована огорожа збудована у 1827 р., нині спаплюжена невдалим облицюванням сучасною плиткою. Інтер'єри помальовані у 1845 р. Станом на 1760 р. жодних перебудов не зазнавала. На території церковного подвір'я знаходиться могила пароха церкви Фоми Левицього, 1902 р. у вигляді грубо обробленого каменю з дерев'яним хрестом. Церква потребує внесення до Державного реєстру нерухомих пам'яток України як пам'ятка місцевого значення за видом Архітектура.

### Троїцька церква, 1806 р.
Розташована на місці давнішого дерев'яного храму унійного храму тої ж посвяти. За церковним літописом, нинішню муровану церкву почав будувати у 1803 р. священик Федор Захарієвич Листвич. Грамота на будівництво видана 15 березня 1803 р. Натомість, топографічний опис Подільської губернії фіксує муровану церкву Святої і Нероздільної Троїці, переведеної з унії вже у 1799 р. У 1872 р. прибудовано дзвіницю. Стара мурована дзвіниця розташовувалась окремо, у північно-західній стороні церковного цвинтаря.до 1897 р. У наступному, 1898 р. перебудована під житловий будинок для церковного сторожа. Під тою будівлею була влаштована здавна пивниця. Храм заново отиньковано та побілено у 1895 р. та помальовано олійними фарбами. У 1896 р. замінено антимінс. Потребує внесення до Державного реєстру нерухомих пам'яток України як пам'ятка місцевого значення за видом Архітектура.

### Костел Діви Марії Святого Скапулярія.
Мурований храм у стилі класицизм було закладено у 1812 році власником містечка Чеславом Потоцьким. Освячений у 1842 році. Неподалік храму знаходилася плебанія та будинок органіста. У 1888 році парафія налічувала 3052 вірних РКЦ.
Парафія діяла у 1936 року. Одночасно з закриттям храму було заарештовано настоятеля, о.А.Павільчюса.
Спочатку костел перетворили на склад для гарнізону прикордонників, у липні 1941 радянська влада підпалила храм.У часі румунської окупації жителі відремонтували храм і в ньому відновилися богослужіння. Але вже  у 1949 році культову споруду перетворили у лекторій, "будинок культури". В 1950 році було добудовано фойє, сцену, бібліотеку, біля храму встановили на постаменті танк.
Після відновлення незалежності завдяки старанням жителів селища і о.Мартиніана-Войцеха Дажицького, настоятеля парафії в Городківці храм повернули вірним.
17 вересня 1991 року будівлю костел передали вірним у безоплатне користування, єпископ Ян Ольшанський освятив костел заново, у 1994 року передали й інші приміщення, розпочалися ремонтні роботи.
Нині у селищі діє Парафія Матері Божої з гори Кармель, центр одного з деканатів Кам'янець-Подільської дієцезії РКЦ, до храму повернуто образ Томашпільської Матері Божої, діє Реколекційний центр, існує хор і різноманітні спільноти.

### Єврейські будинки та кладовище
У 1960-70-ті роки почався масовий відтік євреїв з селища. Їхні будинки покупували місцеві жителі, перебудовували, але деякі з будівель мають характерні риси. Також зберіглося єврейське кладовище.

## Населення

### Чисельність
| 1926    | 1939    | 1959    | 1970    | 1979    | 1989    | 2001    |
| ------- | ------- | ------- | ------- | ------- | ------- | ------- |
| ▲ 5 978 | ▼ 2 978 | ▼ 2 192 | ▼ 2 124 | ▲ 6 122 | ▲ 6 494 | ▼ 6 068 |
| 2003    | 2004    | 2005    | 2006    | 2007    | 2008    | 2009    |
| ▼ 6 039 | ▼ 5 962 | ▼ 5 910 | ▼ 5 776 | ▼ 5 642 | ▼ 5 628 | ▬ 5 629 |
| 2010    | 2011    | 2012    | 2013    | 2014    | 2015    | 2016    |
| ▼ 5 612 | ▼ 5 557 | ▼ 5 535 | ▼ 5 513 | ▬ 5 507 | ▼ 5 495 | ▲ 5 543 |
| 2017    | 2018    | 2019    | 2020    | 2021    | 2022    |         |
| ▼ 5 522 | ▬ 5 527 | ▼ 5 463 | ▼ 5 435 | ▼ 5 366 | ▼ 5 276 |         |

### Мова
Розподіл населення за рідною мовою за даними перепису 2001 року:
| Мова            | Кількість | Відсоток |
| --------------- | --------- | -------- |
| українська      | 5811      | 97.76%   |
| російська       | 98        | 1.65%    |
| вірменська      | 11        | 0.19%    |
| румунська       | 7         | 0.12%    |
| польська        | 6         | 0.10%    |
| білоруська      | 5         | 0.08%    |
| єврейська       | 3         | 0.05%    |
| інші/не вказали | 3         | 0.05%    |
| Усього          | 5944      | 100%     |

## Культура
В приміщенні дитячої музичної школи розташована Публічна бібліотека Томашпільської об'єднаної територіальної громади (до 2018 — Томашпільська центральна районна бібліотека).

## Галерея

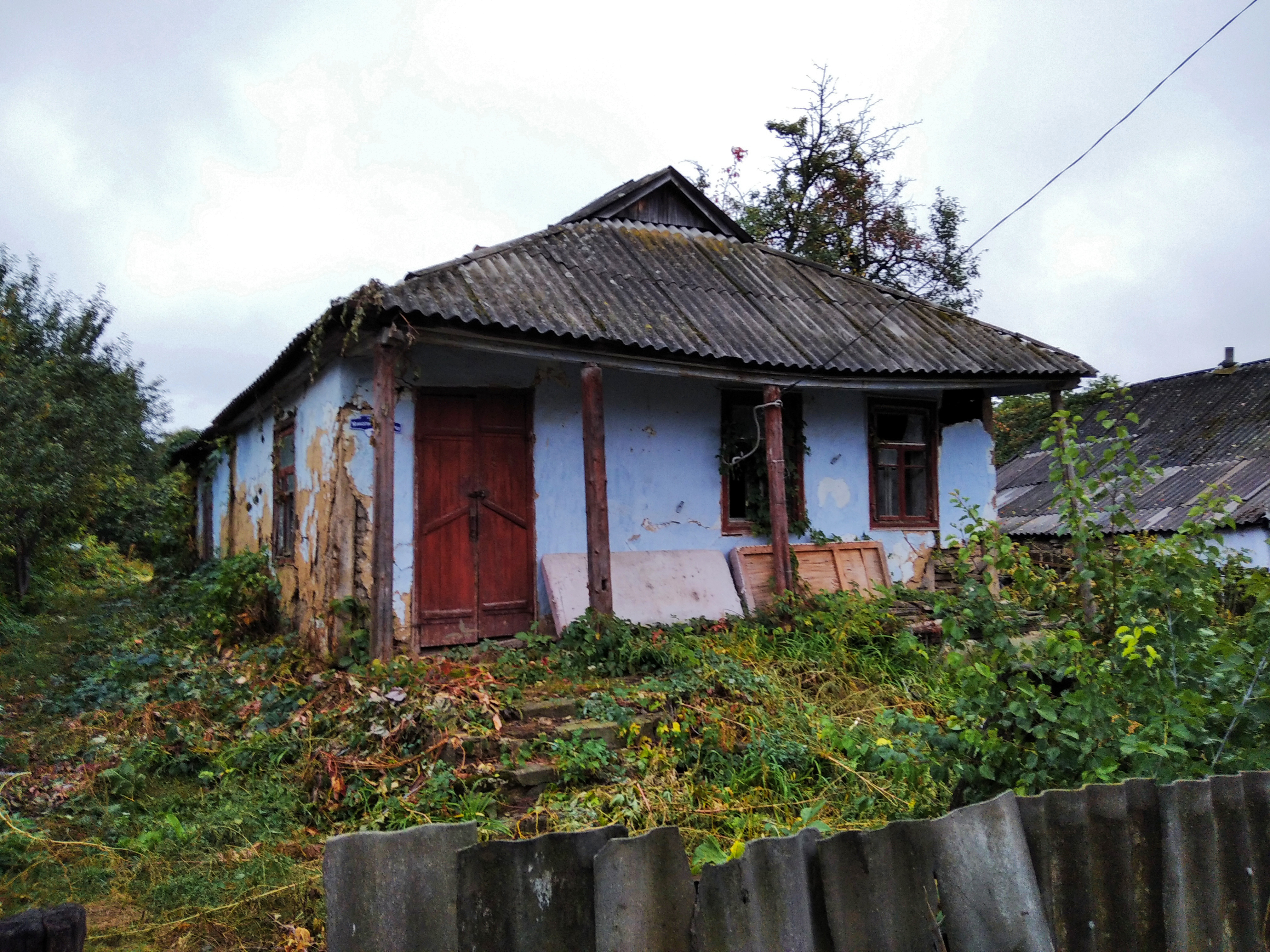
Один з містечкових будинків Томашполя
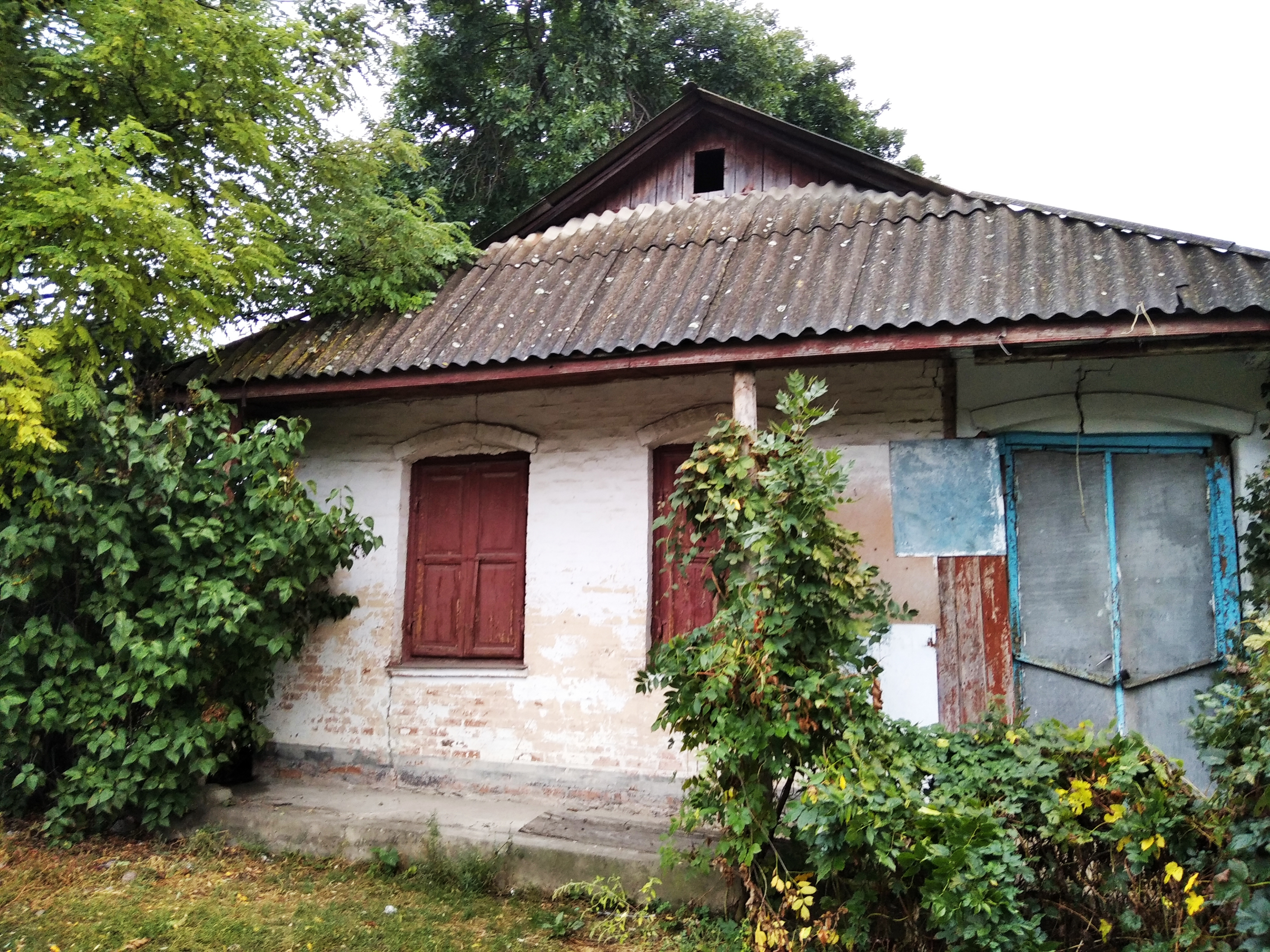
Мурований будинок у середмісті Томашполя
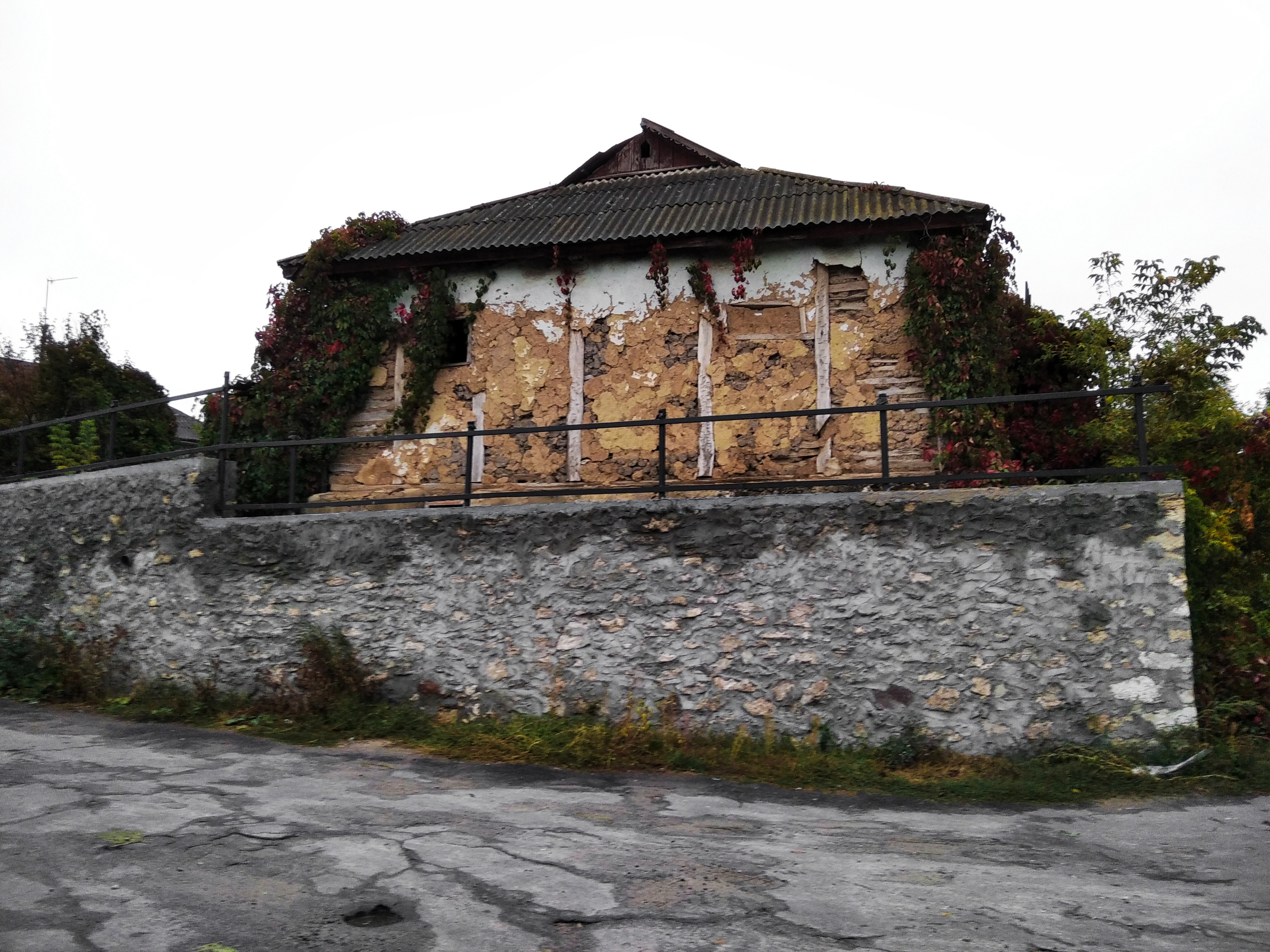
Валькований будинок
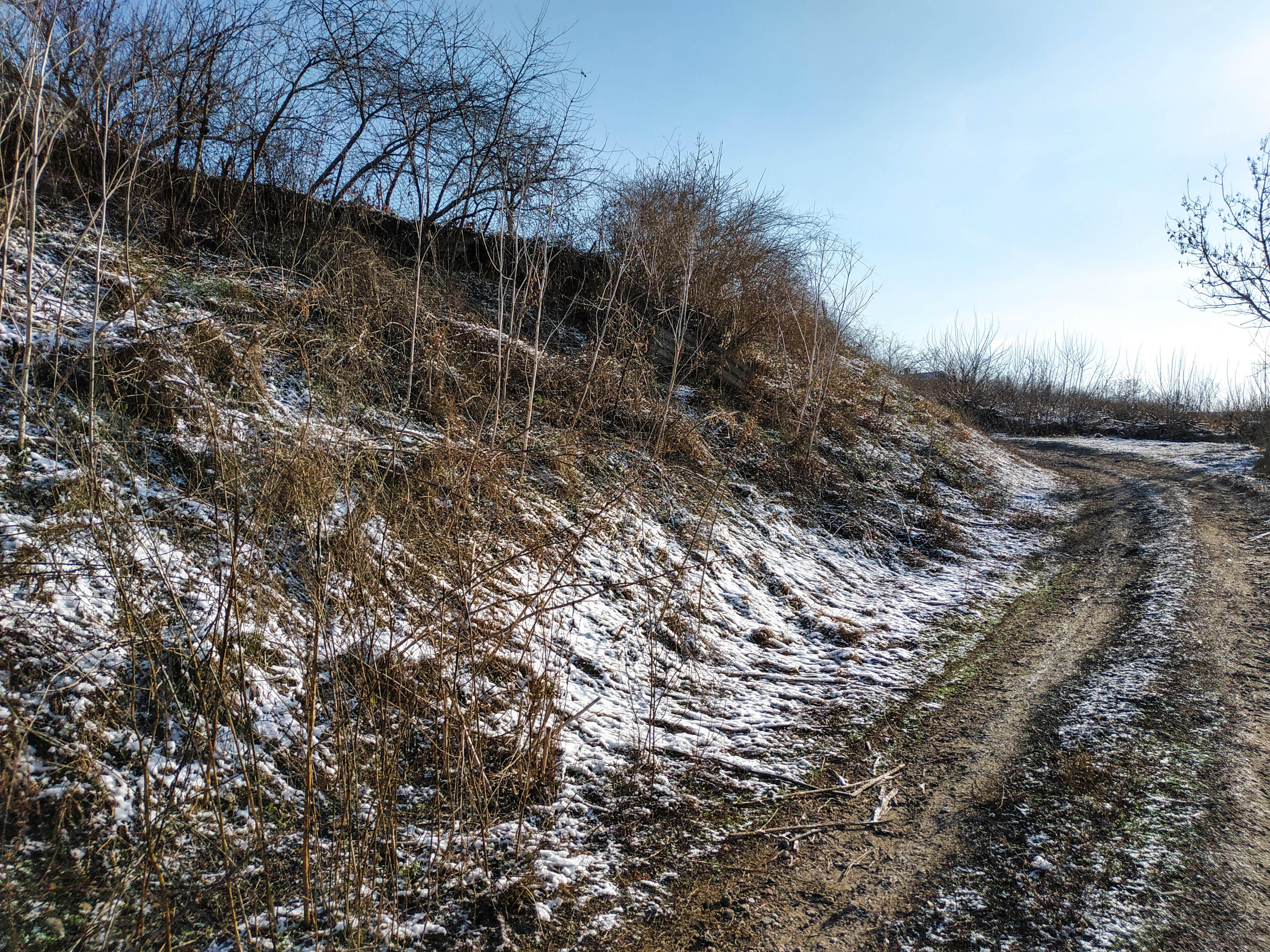
Земляний ескарп колишнього замку Замойського XVII ст. по вул. І. Франка
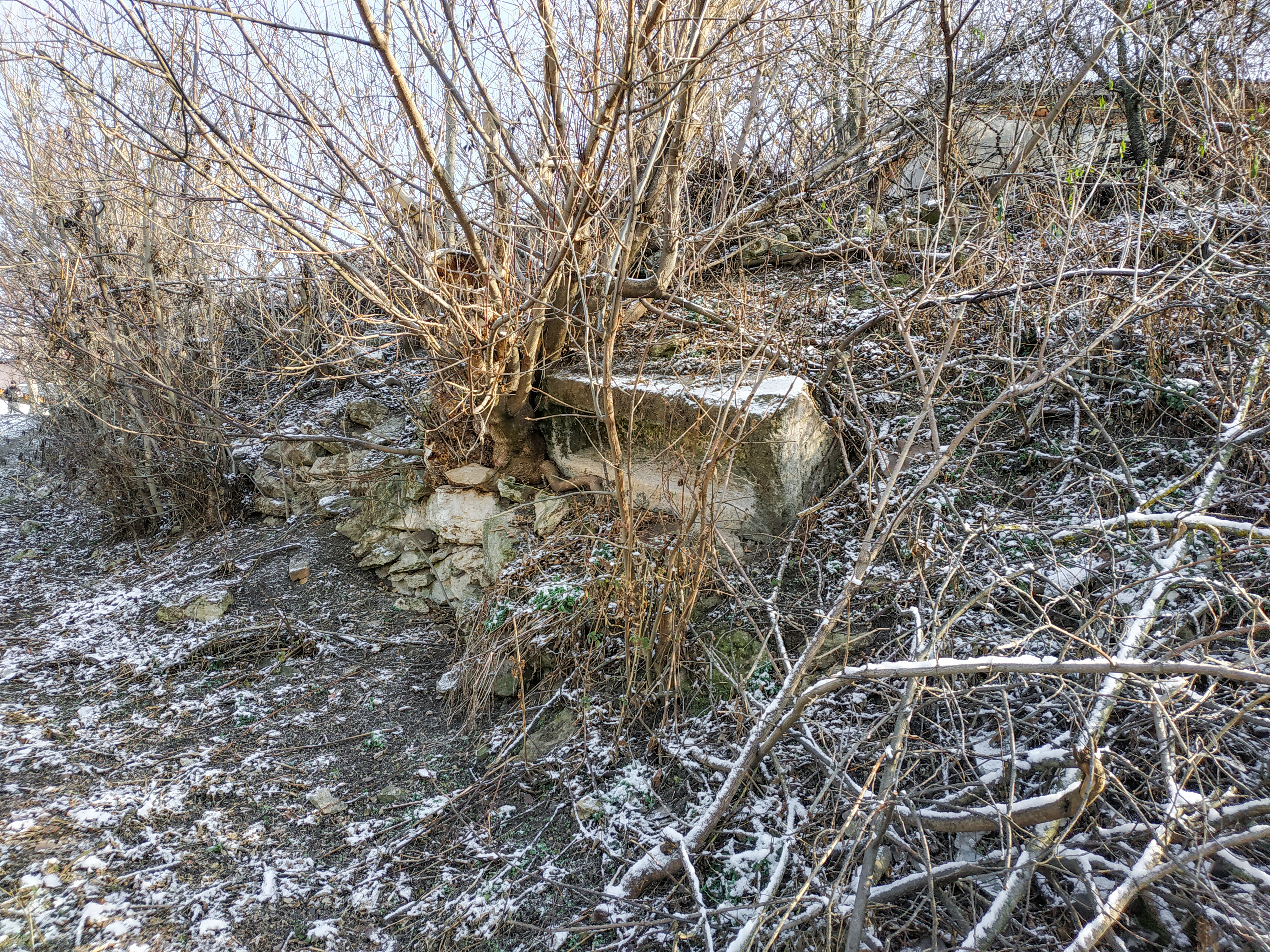
Кам'яна ванна, використана у мурі підпірної стінки замчища XVII ст.
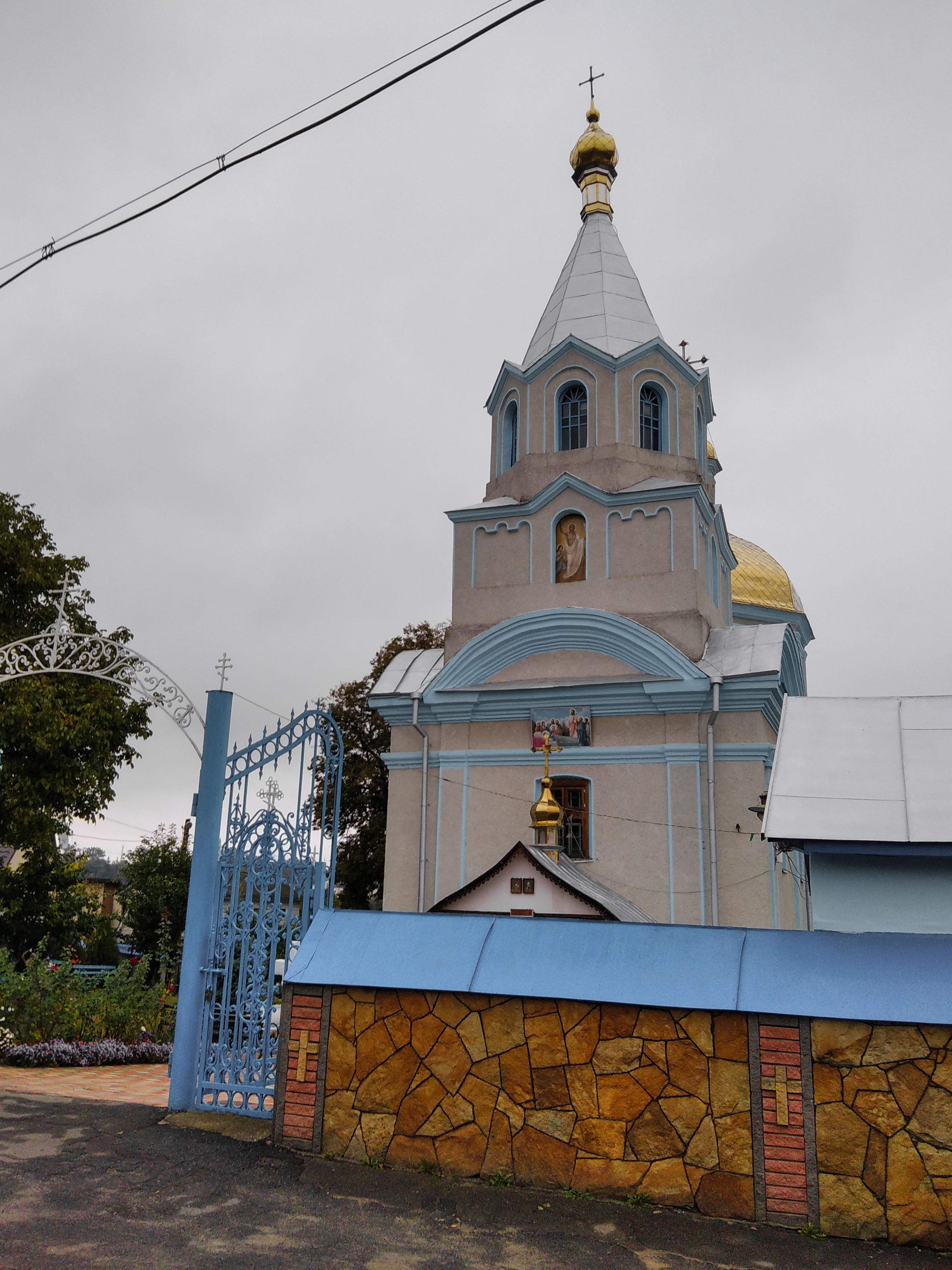
Церква Успіння у Томашполі, 1803 р.jpg
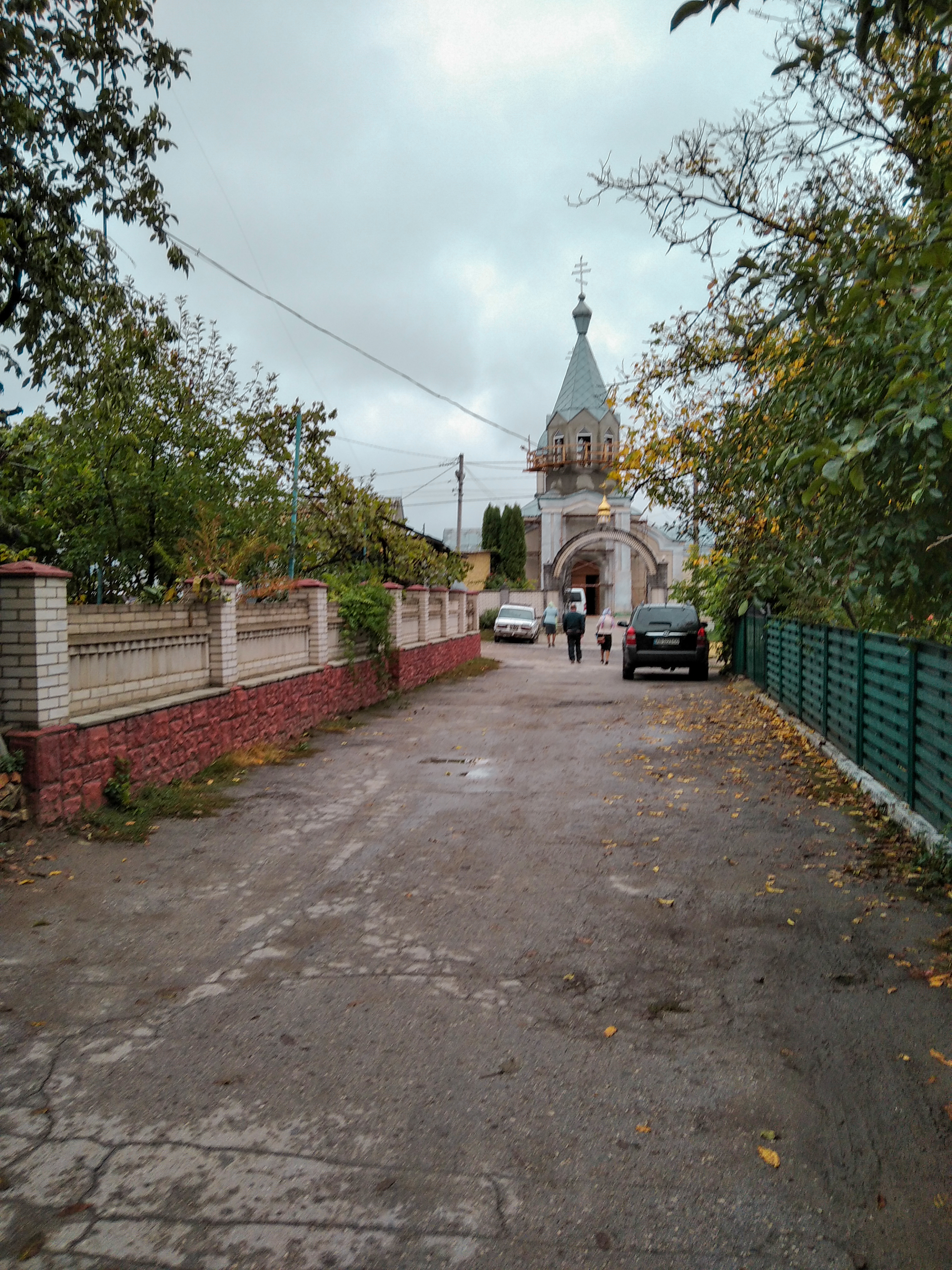
Троїцька церква у Томашполі, 1806 р.
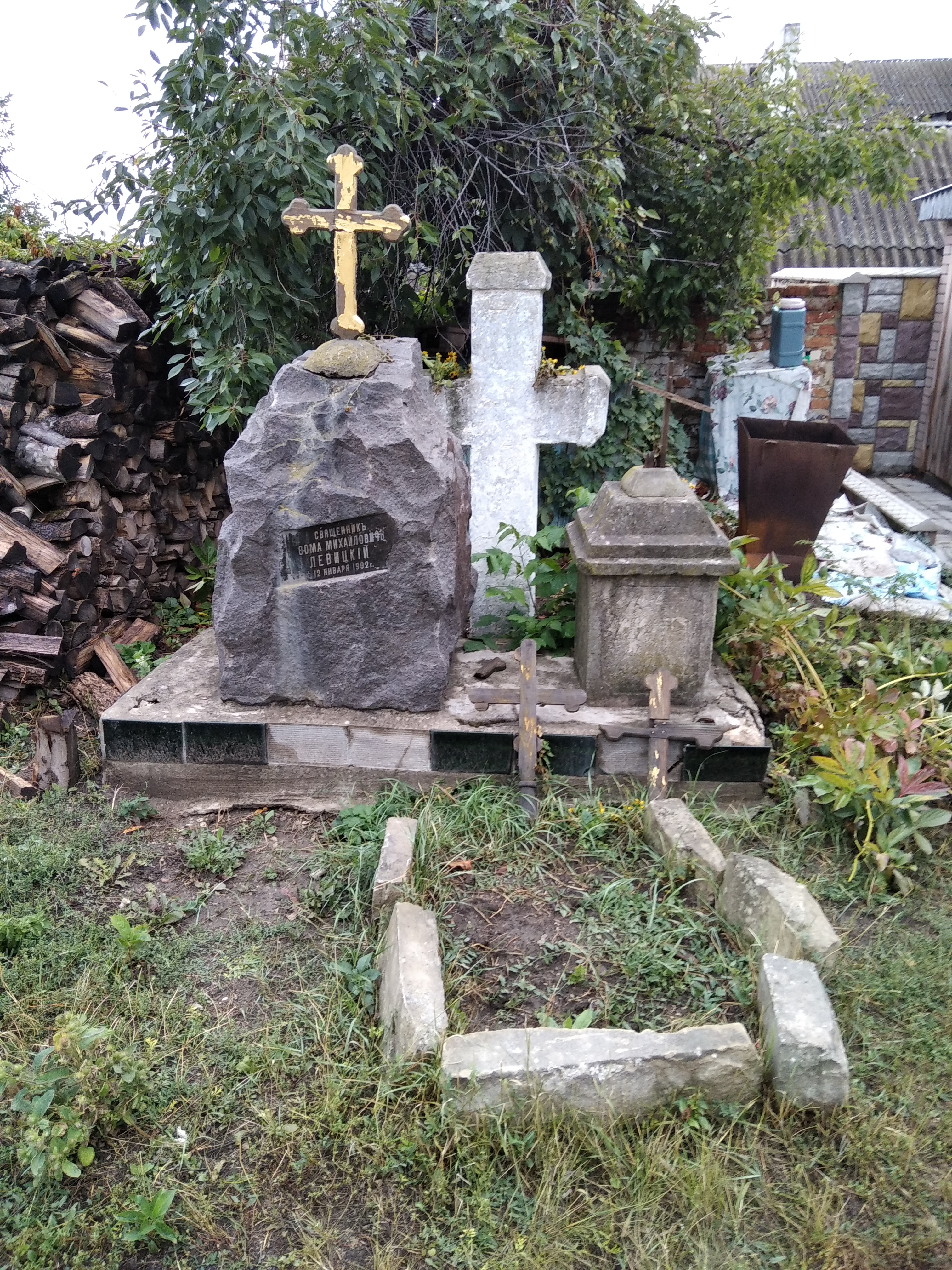
Могила пароха Успенської церкви у Томашполі, Фоми Левицього

## Постаті
- о.Вацлав Шиманський (1879—1937) — уродженець Томашполя, священник РКЦ, мученик за віру.
- Барабой Абрам Зіновійович (1902—1983) — український радянський історик.
- Білік Павло Пентелейович (1980—2018) — солдат Збройних сил України, учасник російсько-української війни.
- Гаврилюк Ігор Володимирович (1984—2015) — лейтенант Збройних сил України, учасник російсько-української війни.
- Герман Ірина Семенівна (* 1937) — український майстер декоративно-ужиткового мистецтва.
- Куліш Лариса Юліанівна (1931—2001) — український мовознавець.
- Сільський Семен Петрович (1924—2004) — Герой Радянського Союзу.